# Kent, Oregon
Kent este o localitate neîncorporată din comitatul Sherman, statul Oregon, Statele Unite ale Americii.  Deși este o localitate neîncorporată, Kent are un oficiu poștal precum și propriul său cod poștal, 97033.  Kent se găsește la intersecția drumului național U.S. Route 97 cu o șosea locală, Dobie Point Road.